# ماريا فاسكو
ماريا ديل مونتي فاسكو غاياردو (بالإسبانية: María del Monte Vasco Gallardo، ولدت في 26 ديسمبر 1975، برشلونة، إسبانيا) رياضية ألعاب قوى إسبانية.
حصلت على الميدالية البرونزية في دورة الألعاب الأولمبية الصيفية 2000 في سيدني، كما حازت على الميدالية البرونزية في بطولة العالم لألعاب القوى عام 2007.

## إنجازاتها

### الألعاب الأولمبية الصيفية
- 2000 سيدني  أستراليا:  ميدالية برونزية في سباق المشي 20 كيلومتر.

### بطولة العالم لألعاب القوى
- 2007 أوساكا  اليابان:  ميدالية برونزية في سباق المشي 20 كيلومتر.